# Marian Spychalski
Marian Spychalski (Łódź, 6 dicembre 1906 – Varsavia, 7 giugno 1980) è stato un architetto, generale e politico polacco.

## Biografia
Nato a Łódź nell'allora Regno di Polonia, Stato vassallo sotto controllo dell'Impero russo laureato in architettura al Politecnico di Varsavia nel 1931, aderì nello stesso anno al Partito Comunista di Polonia. Dopo l'invasione della Polonia, nel corso della seconda guerra mondiale si segnalò nella Resistenza contro l'occupazione nazista e nel 1942 aderì al Partito dei Lavoratori Polacchi fondato nel 1942 come una ricostituzione del Partito Comunista di Polonia, che era stato sciolto nel 1938 dal Comitato esecutivo dell'Internazionale Comunista per ordine di Stalin con l'accusa di Trotskismo. Spychalski fu prima Capo di Stato Maggiore dei partigiani della Guardia popolare e quindi comandante dell'Armata Popolare di Liberazione.
Dopo la guerra ricoprì numerose cariche politiche, prima fra tutte quella di sindaco di Varsavia, che ricoprì dal 18 settembre 1944 al 5 marzo 1945, mentre la guerra era ancora in corso, e dal 1945 al 1948 quella di viceministro della Difesa, di membro del Sejm, dal 1945 al 1949 e dal 1948 del Politburo del Partito Operaio Unificato Polacco, nel quale confluirono i comunisti del Partito dei Lavoratori Polacchi nel 1948. Nel 1949, per l'irrigidimento del regime condotto dal presidente Bolesław Bierut, fu espulso dal partito, accusato di deviazionismo e incarcerato dal 1950 al 1956.
Riabilitato nel 1956 insieme a Władysław Gomułka, sostituì come ministro della difesa il maresciallo sovietico Konstantin Rokossovskij, simbolo della tutela di Mosca sulla Polonia dal 1956 al 1968 e promosso maresciallo nel 1963, ultimo militare polacco a ricevere questo titolo. Nel 1968 lasciò la carica di ministro della difesa per presiedere il Consiglio di Stato carica corrispondente a quella di capo dello Stato, che presiedette dal 1968 al 1970.